# Kieler Sportvereinigung Holstein von 1900 1998-1999
Questa voce raccoglie le informazioni riguardanti il Kieler Sportvereinigung Holstein von 1900 nelle competizioni ufficiali della stagione 1998-1999.

## Stagione
Nella stagione 1998-1999 l'Holstein Kiel concluse il campionato di Regionalliga nord al 14º posto.

## Rosa
| N. |                     | Ruolo | Calciatore      |
| -- | ------------------- | ----- | --------------- |
| 20 | Germania (bandiera) | D     | Henning Hardt   |
|    | Germania (bandiera) | P     | Martin Balsam   |
|    | Germania (bandiera) | P     | Dietmar Kunze   |
|    | Germania (bandiera) | D     | Lars Habermann  |
|    | Germania (bandiera) | D     | Peter Peters    |
|    | Germania (bandiera) | D     | Stephan Schmidt |
|    | Germania (bandiera) | C     | Mike Göbel      |

| N. |                     | Ruolo | Calciatore      |
| -- | ------------------- | ----- | --------------- |
|    | Germania (bandiera) | C     | Timo Hempel     |
|    | Germania (bandiera) | C     | Dirk Köhlert    |
|    | Germania (bandiera) | C     | Helge Lammers   |
|    | Germania (bandiera) | C     | Thorsten Rohwer |
|    | Germania (bandiera) | C     | Frank Wolf      |
|    | Germania (bandiera) | A     | Jörg Ahrends    |

## Organigramma societario
Area tecnica
- Allenatore:
- Allenatore in seconda:
- Preparatore dei portieri:
- Preparatori atletici:
- Analisi video:

## Calciomercato

### Sessione estiva
| Acquisti | Acquisti      | Acquisti         | Acquisti |
| R.       | Nome          | da               | Modalità |
| -------- | ------------- | ---------------- | -------- |
| C        | Mike Göbel    | St. Pauli II     |          |
| P        | Dietmar Kunze | Holstein Kiel II |          |

| Cessioni | Cessioni | Cessioni | Cessioni |
| R.       | Nome     | a        | Modalità |
| -------- | -------- | -------- | -------- |

## Risultati

### Regionalliga nord

#### Girone di andata
| 31 luglio 1998, ore 19:30 CEST 1ª giornata | Holstein Kiel | 1 – 0 | Arminia Hannover |  |

| 7 agosto 1998, ore 19:30 CEST 2ª giornata | Kickers Emden | 0 – 1 | Holstein Kiel |  |

| 14 agosto 1998, ore 19:30 CEST 3ª giornata | Holstein Kiel | 4 – 1 | Herzlake |  |

| 22 agosto 1998, ore 16:00 CEST 4ª giornata | Eintracht Braunschweig | 2 – 0 | Holstein Kiel |  |

| 28 agosto 1998, ore 19:30 CEST 5ª giornata | Holstein Kiel | 2 – 2 | Norderstedt |  |

| 6 settembre 1998, ore 15:00 CEST 6ª giornata | Oldenburg | 1 – 4 | Holstein Kiel |  |

| 12 settembre 1998, ore 14:00 CEST 7ª giornata | Holstein Kiel | 2 – 5 | Cloppenburg |  |

| 18 settembre 1998, ore 20:00 CEST 8ª giornata | Osnabrück | 2 – 0 | Holstein Kiel |  |

| 27 settembre 1998, ore 15:00 CEST 9ª giornata | Eintracht Nordhorn | 4 – 1 | Holstein Kiel |  |

| 3 ottobre 1998, ore 14:30 CEST 10ª giornata | Holstein Kiel | 3 – 0 | S.F. Ricklingen |  |

| 11 ottobre 1998, ore 18:00 CEST 11ª giornata | TuS Celle | 2 – 2 | Holstein Kiel |  |

| 17 ottobre 1998, ore 14:00 CEST 12ª giornata | Holstein Kiel | 1 – 1 | Meppen |  |

| 25 ottobre 1998, ore 15:00 CEST 13ª giornata | Amburgo II | 1 – 1 | Holstein Kiel |  |

| 18 dicembre 1998, ore 19:00 CET 14ª giornata | Holstein Kiel | 1 – 1 | Werder Brema II |  |

| 8 novembre 1998, ore 14:30 CET 15ª giornata | Wilhelmshaven | 0 – 0 | Holstein Kiel |  |

| 14 novembre 1998, ore 14:00 CET 16ª giornata | Holstein Kiel | 5 – 1 | Lüneburger |  |

| 21 novembre 1998, ore 14:00 CET 17ª giornata | Lubecca | 5 – 0 | Holstein Kiel |  |

#### Girone di ritorno
| 5 aprile 1999, ore 15:00 CEST 18ª giornata | Arminia Hannover | 2 – 0 | Holstein Kiel |  |

| 6 dicembre 1998, ore 14:00 CET 19ª giornata | Holstein Kiel | 1 – 2 | Kickers Emden |  |

| 1º aprile 1999, ore 20:00 CEST 20ª giornata | Herzlake | 3 – 0 | Holstein Kiel |  |

| 7 febbraio 1999, ore 15:00 CET 21ª giornata | Holstein Kiel | 2 – 2 | Eintracht Braunschweig |  |

| 14 febbraio 1999, ore 15:00 CET 22ª giornata | Norderstedt | 2 – 0 | Holstein Kiel |  |

| 17 marzo 1999, ore 14:00 CET 23ª giornata | Holstein Kiel | 3 – 2 | Oldenburg |  |

| 24 aprile 1999, ore 15:30 CEST 24ª giornata | Cloppenburg | 1 – 0 | Holstein Kiel |  |

| 27 aprile 1999, ore 19:00 CEST 25ª giornata | Holstein Kiel | 0 – 3 | Osnabrück |  |

| 12 marzo 1999, ore 19:00 CET 26ª giornata | Holstein Kiel | 3 – 0 | Eintracht Nordhorn |  |

| 21 marzo 1999, ore 15:00 CET 27ª giornata | S.F. Ricklingen | 3 – 1 | Holstein Kiel |  |

| 26 marzo 1999, ore 19:00 CET 28ª giornata | Holstein Kiel | 0 – 0 | TuS Celle |  |

| 9 aprile 1999, ore 19:30 CEST 29ª giornata | Meppen | 0 – 2 | Holstein Kiel |  |

| 16 aprile 1999, ore 19:30 CEST 30ª giornata | Holstein Kiel | 2 – 1 | Amburgo II |  |

| 30 aprile 1999, ore 19:00 CEST 31ª giornata | Werder Brema II | 4 – 0 | Holstein Kiel |  |

| 7 maggio 1999, ore 20:00 CEST 32ª giornata | Holstein Kiel | 0 – 1 | Wilhelmshaven |  |

| 16 maggio 1999, ore 15:00 CEST 33ª giornata | Lüneburger | 5 – 0 | Holstein Kiel |  |

| 21 maggio 1999, ore 19:00 CEST 34ª giornata | Holstein Kiel | 2 – 1 | Lubecca |  |

## Statistiche

### Statistiche di squadra
| Competizione      | Punti | In casa | In casa | In casa | In casa | In casa | In casa | In trasferta | In trasferta | In trasferta | In trasferta | In trasferta | In trasferta | Totale | Totale | Totale | Totale | Totale | Totale | DR  |
| Competizione      | Punti | G       | V       | N       | P       | Gf      | Gs      | G            | V            | N            | P            | Gf           | Gs           | G      | V      | N      | P      | Gf     | Gs     | DR  |
| ----------------- | ----- | ------- | ------- | ------- | ------- | ------- | ------- | ------------ | ------------ | ------------ | ------------ | ------------ | ------------ | ------ | ------ | ------ | ------ | ------ | ------ | --- |
| Regionalliga nord | 41    | 17      | 8       | 5       | 4       | 32      | 23      | 17           | 3            | 3            | 11           | 12           | 37           | 34     | 11     | 8      | 15     | 44     | 60     | -16 |
| Totale            | 41    | 17      | 8       | 5       | 4       | 32      | 23      | 17           | 3            | 3            | 11           | 12           | 37           | 34     | 11     | 8      | 15     | 44     | 60     | -16 |

### Andamento in campionato
| Giornata  | 1 | 2 | 3 | 4 | 5 | 6 | 7 | 8 | 9  | 10 | 11 | 12 | 13 | 14 | 15 | 16 | 17 | 18 | 19 | 20 | 21 | 22 | 23 | 24 | 25 | 26 | 27 | 28 | 29 | 30 | 31 | 32 | 33 | 34 |
| --------- | - | - | - | - | - | - | - | - | -- | -- | -- | -- | -- | -- | -- | -- | -- | -- | -- | -- | -- | -- | -- | -- | -- | -- | -- | -- | -- | -- | -- | -- | -- | -- |
| Luogo     | C | T | C | T | C | T | C | T | T  | C  | T  | C  | T  | C  | T  | C  | T  | T  | C  | T  | C  | T  | C  | T  | C  | C  | T  | C  | T  | C  | T  | C  | T  | C  |
| Risultato | V | V | V | P | N | V | P | P | P  | V  | N  | N  | N  | N  | N  | V  | P  | P  | P  | P  | N  | P  | V  | P  | P  | V  | P  | N  | V  | V  | P  | P  | P  | V  |
| Posizione | 5 | 2 | 1 | 3 | 6 | 3 | 7 | 8 | 10 | 7  | 6  | 9  | 9  | 10 | 9  | 6  | 9  | 10 | 11 | 13 | 13 | 13 | 13 | 13 | 14 | 13 | 15 | 14 | 14 | 13 | 13 | 14 | 14 | 14 |

Legenda:

Luogo: C = Casa; T = Trasferta. Risultato: V = Vittoria; N = Pareggio; P = Sconfitta.